# Patrick Schwienbacher
Patrick Schwienbacher (Merano, 2 novembre 1982) è un ex slittinista italiano.

## Biografia
Iniziò a gareggiare per la nazionale italiana nelle varie categorie giovanili sia nella specialità del singolo sia in quella del doppio, senza però ottenere risultati di particolare rilievo.
A livello assoluto esordì in Coppa del Mondo nella stagione 2002/03 gareggiando dapprima esclusivamente nella specialità individuale, ma dal 2008/09 abbandonò le gare del singolo in favore di quelle biposto in coppia con Hans Peter Fischnaller. Conquistò il primo podio e unico podio l'11 dicembre 2010 nel doppio a Calgary (3°) e in classifica generale, come miglior risultato, si piazzò al sesto posto nella specialità biposto nel 2010/11 e in diciottesima piazza nel singolo nel 2006/07.
Prese parte a sei edizioni dei campionati mondiali, ottenendo quali migliori risultati il sesto posto a Cesana Torinese 2011 nel doppio e il sedicesimo a Park City 2005 nel singolo. Nelle rassegne continentali colse la sua più importante prestazione a Paramonovo 2012 con la nona piazza nel doppio, mentre nel singolo ottenne la diciannovesima posizione ad Oberhof 2004 e a Cesana Torinese 2008.
Si ritirò dalle competizioni, insieme al compagno Schwienbacher, al termine della stagione 2013/14.

## Palmarès

### Coppa del Mondo
- Miglior piazzamento in classifica generale nel singolo: 18° nel 2006/07;
- Miglior piazzamento in classifica generale nel doppio: 6° nel 2010/11.
- 1 podio (nel doppio):
  - 1 terzo posto.

### Coppa del Mondo juniores
- Miglior piazzamento in classifica generale nel singolo: 9° nel 2000/01.